# Sugano no Mamichi
Sugano no Mamichi est un nom japonais traditionnel ; le nom de famille (ou le nom d'école), Sugano, précède donc le prénom (ou le nom d'artiste).
Sugano no Mamichi (菅野真道, 741 – 23 juillet 814), d'abord connu sous le nom Tsu no Mamichi (津真道), est un noble japonais du début de l'époque de Heian. Il atteint le rang de cour de 従三位 (ju san-mi) et la position de sangi.

## Biographie
En 778, Mamichi est nommé concepteur et éditeur adjoint (少内記, shō-naiki) au ministère du centre. Le rang de 外 (gai) 従五位下 (ju go-i no ge) lui est conféré en 783. Au cours de cette période, il est également titulaire de divers postes au sein de la garde impériale et comme administrateur régional. En 785, avec l'investiture du prince Ate, futur empereur Heizei, comme prince héritier, Mamichi est promu 従五位下 (ju go-i no ge) et nommé précepteur du prince héritier en matière de classiques chinois (東宮学士, tōgū-gakushi). En 790 Mamichi demande que le rang de sa famille soit élevé de muraji à ason et reçoit le nouveau nom de famille de Sugano no Ason, basé sur son lieu de résidence.
Grâce à la confiance de l'empereur Kanmu, Mamichi est à même d'occuper des postes de plus en plus importants dans la garde impériale et au Daijō-kan. Il est également très impliqué en tant qu'assistant directeur dans la construction de la nouvelle capitale à Heian-kyō. Pendant la même période, son rang de cour s'élève régulièrement à 従五位上 (ju go-i no jō) en 789, 正五位下 (shō go-i no ge) en 791, 従四位下 (ju shi-i no ge) en 794 et 正四位下 (shō shi-i no ge) en 797.
Avec Fujiwara no Tsuginawa et Akishino no Yasuhito, Mamichi travaille à la compilation et l'édition du Shoku Nihongi et vient à bout des 40 volumes en 797. En 805, il rejoint les rangs des kugyō à l'occasion de sa promotion au titre de sangi. Plus tard cette même année, il s'oppose lors d'un débat animé à Fujiwara no Otsugu (徳政論争, tokusei-ronsō), dans lequel Otsugu fait valoir que le projet de campagne contre les Emishi dans le nord et la construction de la capitale sont une charge trop importante pour la population et doivent être arrêtés. Mamichi est fermement opposé à ce point de vue mais l'empereur est convaincu par les arguments d'Otsugu et les plans sont interrompus.
Lorsque l'empereur Heizei monte sur le trône en 806, Mamichi est promu 正四位上 (shō shi-i no jō). En 807, la force de police 観察使 (kansatsu-shi) est établie et Mamichi nommé responsable de la région de San'indō (en). En 809, il est promu 従三位 (ju san-mi) et responsable de la région de Tōkaidō. En 811, durant le règne de l'empereur Saga, Mamichi atteint l'âge de 70 ans et prend sa retraite de son poste de sangi. Il meurt le 23 juillet 814 à l'âge de 74 ans, avec le rang de 従三位 (ju san-mi) et la position de gouverneur de la province de Hitachi.

## Généalogie
Selon le Shinsen Shōjiroku, Mamichi descend de Geungusu, 14e roi de Baekje.
- Père : Tsu no Yamamori (津山守?)[2]
- Mère : inconnue
  - Fils : Sugano no Takayo (菅野高世?) - Poète, une de ses pièces est incluse dans le Kokin Wakashū
  - Fils : Sugano no Nagamine (菅野永峯?)[3].
  - Fille : 菅野人数 (Sugano no Hitokazu?, ?–863)[4]
  - Fille : épouse de Fujiwara no Yamahito (藤原山人室?)

## Source de la traduction
- (en) Cet article est partiellement ou en totalité issu de l’article de Wikipédia en anglais intitulé « Sugano no Mamichi » (voir la liste des auteurs).